# Pyrrocoma uniflora
Pyrrocoma uniflora là một loài thực vật có hoa trong họ Cúc. Loài này được (Hook.) Greene miêu tả khoa học đầu tiên năm 1894.